# Miasta w Azerbejdżanie
Według danych oficjalnych pochodzących z 2011 roku Azerbejdżan posiadał ponad 70 miast o ludności przekraczającej 5 tys. mieszkańców. Stolica kraju Baku jako jedyne miasto liczyło ponad pół miliona mieszkańców; 2 miasta z ludnością 100÷500 tys.; 11 miast z ludnością 50÷100 tys., 22 miasta z ludnością 25÷50 tys. oraz reszta miast poniżej 25 tys. mieszkańców. Dla porównania, ludność miejska stanowiła w 1995 56% ludności kraju. 

## Największe miasta w Azerbejdżanie
Największe miasta w Azerbejdżanie według liczebności mieszkańców (stan na 01.01.2012):
| L.p. | Miasto                  | Rejon                       | Liczba ludności |
| ---- | ----------------------- | --------------------------- | --------------- |
| 1.   | Baku (Bakı)             | miasto Baku                 | 1 184 000       |
| 2.   | Gandża (Gəncə)          | miasto Gandża               | 320 700         |
| 3.   | Sumgait (Sumqayıt)      | miasto Sumgait              | 284 600         |
| 4.   | Mingeczaur (Mingəçevir) | miasto Mingeczaur           | 98 800          |
| 5.   | Xırdalan                | rejon Abşeron               | 93 600          |
| 6.   | Qaraçuxur               | miasto Baku, rejon Suraxanı | 81 100          |
| 7.   | Szyrwan (Şirvan)        | miasto Szyrwan              | 75 200          |
| 8.   | Nachiczewan (Naxçıvan)  | miasto Nachiczewan          | 74 100          |
| 9.   | Bakıxanov               | miasto Baku, rejon Sabunçu  | 70 600          |
| 10.  | Şəki                    | rejon Şəki                  | 63 700          |

## Alfabetyczna lista miast w Azerbejdżanie
Poniższa tabela przedstawia wszystkie 70 miast (şəhər, l.mn. şəhərlər) Azerbejdżanu wraz z liczbą ludności według danych szacunkowych z 2007 roku. Podano oryginalne nazwy w języku azerskim oraz, tam gdzie istnieją, polskie egzonimy zalecane przez Komisję Standaryzacji Nazw Geograficznych. W przypadku miast leżących na terenie Górskiego Karabachu podano również polską transkrypcję nazwy ormiańskiej.
| Nazwa miasta            | Liczba ludności | Jednostka terytorialna |
| ----------------------- | --------------- | ---------------------- |
| Ağcabədi                | 35 700          | rejon Ağcabədi         |
| Ağdam                   | 39 500          | rejon Ağdam            |
| Ağdaş                   | 23 600          | rejon Ağdaş            |
| Ağdərə / Martakert      | 10 400          | rejon Tərtər           |
| Ağstafa                 | 12 100          | rejon Ağstafa          |
| Ağsu                    | 17 300          | rejon Ağsu             |
| Astara                  | 15 300          | rejon Astara           |
| Baku (Bakı)             | 2 399 500       | miasto Baku            |
| Balakən                 | 9100            | rejon Balakən          |
| Bərdə                   | 38 000          | rejon Bərdə            |
| Beyləqan                | 14 300          | rejon Beyləqan         |
| Biləsuvar               | 18 800          | rejon Biləsuvar        |
| Cəbrayıl                | 8500            | rejon Cəbrayıl         |
| Cəlilabad               | 37 100          | rejon Cəlilabad        |
| Culfa                   | 11 000          | rejon Culfa            |
| Daşkəsən                | 9500            | rejon Daşkəsən         |
| Dəliməmmədli            | 4900            | rejon Goranboy         |
| Dəvəçi                  | 21 800          | rejon Dəvəçi           |
| Füzuli                  | 26 100          | rejon Füzuli           |
| Gandża (Gəncə)          | 307 500         | miasto Gandża          |
| Gədəbəy                 | 8500            | rejon Gədəbəy          |
| Goranboy                | 7200            | rejon Goranboy         |
| Göyçay                  | 35 200          | rejon Göyçay           |
| Göygöl                  | 17 800          | rejon Göygöl           |
| Göytəpə                 | 13 600          | rejon Cəlilabad        |
| Hacıqabul               | 23 700          | rejon Hacıqabul        |
| İmişli                  | 31 800          | rejon İmişli           |
| İsmayıllı               | 13 700          | rejon İsmayıllı        |
| Kəlbəcər / Kelbadżar    | 8600            | rejon Kəlbəcər         |
| Kürdəmir                | 17 900          | rejon Kürdəmir         |
| Laçın / Berddzor        | 11 500          | rejon Laçın            |
| Lenkoran (Lənkəran)     | 48 500          | Rejon Lenkoran         |
| Liman                   | 10 100          | rejon Lenkoran         |
| Masallı                 | 9800            | rejon Masallı          |
| Mingeczaur (Mingəçevir) | 95 500          | miasto Mingeczaur      |
| Nachiczewan (Naxçıvan)  | 70 400          | miasto Nachiczewan     |
| Naftalan                | 7500            | miasto Naftalan        |
| Neftçala                | 19 000          | rejon Neftçala         |
| Oğuz                    | 6700            | rejon Oğuz             |
| Ordubad                 | 9700            | rejon Ordubad          |
| Qax                     | 12 100          | rejon Qax              |
| Qazax                   | 19 500          | rejon Qazax            |
| Qəbələ                  | 12 100          | rejon Qəbələ           |
| Quba                    | 22 700          | rejon Quba             |
| Qubadlı                 | 7000            | rejon Qubadlı          |
| Qusar                   | 16 000          | rejon Qusar            |
| Saatlı                  | 17 400          | rejon Saatlı           |
| Sabirabad               | 28 300          | rejon Sabirabad        |
| Salyan                  | 36 200          | rejon Salyan           |
| Şamaxı                  | 29 600          | rejon Şamaxı           |
| Şəki                    | 62 500          | rejon Şəki             |
| Şəmkir                  | 36 100          | rejon Şəmkir           |
| Şərur                   | 6500            | rejon Şərur            |
| Siyəzən                 | 23 200          | rejon Siyəzən          |
| Xankəndi / Stepanakert  | 53 000          | miasto Xankəndi        |
| Sumgait (Sumqayıt)      | 268 800         | miasto Sumgait         |
| Şuşa / Szuszi           | 18 900          | rejon Şuşa             |
| Şirvan                  | 69 600          | miasto Şirvan          |
| Tərtər                  | 18 200          | rejon Tərtər           |
| Tovuz                   | 12 900          | rejon Tovuz            |
| Ucar                    | 15 800          | rejon Ucar             |
| Xaçmaz                  | 37 800          | rejon Xaçmaz           |
| Xırdalan                | 40 500          | rejon Abşeron          |
| Xocalı / Chodżalu       | 5800            | rejon Xocalı           |
| Xocavənd / Martuni      | 5400            | rejon Xocavənd         |
| Xudat                   | 13 900          | rejon Xaçmaz           |
| Yevlax                  | 54 700          | rejon Yevlax           |
| Zaqatala                | 18 400          | rejon Zaqatala         |
| Zəngilan / Zangelan     | 7700            | rejon Zəngilan         |
| Zərdab                  | 10 700          | rejon Zərdab           |

## Osiedla w Azerbejdżanie
W Azerbejdżanie obok miast istnieje również 239 jednostek osadniczych o charakterze zbliżonym do miejskiego – osiedli (qəsəbə, l.mn. qəsəbələr). Niektóre z nich są częścią miasta Baku lub jednostek terytorialnych innych miast. Poniższa tabela przedstawia osiedla powyżej 10 tysięcy mieszkańców.
| Lp | Nazwa osiedla            | Liczba ludności | Jednostka terytorialna                |
| -- | ------------------------ | --------------- | ------------------------------------- |
| 1  | Qaraçuxur                | 74 700          | miasto Baku, rejon Suraxanı           |
| 2  | Bakıxanov                | 68 300          | miasto Baku, rejon Sabunçu            |
| 3  | Məmməd Əmin Rəsulzadə    | 46 000          | miasto Baku, rejon Binəqədi           |
| 4  | Biləcəri                 | 43 200          | miasto Baku, rejon Binəqədi           |
| 5  | Maştağa                  | 40 600          | miasto Baku, rejon Sabunçu            |
| 6  | Hövsan                   | 37 100          | miasto Baku, rejon Suraxanı           |
| 7  | Lökbatan                 | 31 900          | miasto Baku, rejon Qaradağ            |
| 8  | Əmircan                  | 27 500          | miasto Baku, rejon Suraxanı           |
| 9  | Binə                     | 25 300          | miasto Baku, rejon Əzizbəyov          |
| 10 | Buzovna                  | 25 200          | miasto Baku, rejon Əzizbəyov          |
| 11 | Sahil                    | 22 300          | miasto Baku, rejon Qaradağ            |
| 12 | Zabrat                   | 21 700          | miasto Baku, rejon Sabunçu            |
| 13 | Sabunçu                  | 21 700          | miasto Baku, rejon Sabunçu            |
| 14 | Hacı Zeynalabdin Tağıyev | 19 300          | jednostka terytorialna miasta Sumgait |
| 15 | Keşlə                    | 18 200          | miasto Baku, rejon Nizami             |
| 16 | Bülbülə                  | 16 900          | miasto Baku, rejon Suraxanı           |
| 17 | Şüvəlan                  | 15 500          | miasto Baku, rejon Əzizbəyov          |
| 18 | Yeni Suraxanı            | 15 300          | miasto Baku, rejon Suraxanı           |
| 19 | Mərdəkan                 | 15 100          | miasto Baku, rejon Əzizbəyov          |
| 20 | Qobustan                 | 14 000          | miasto Baku, rejon Qaradağ            |
| 21 | Binəqədi                 | 14 000          | miasto Baku, rejon Binəqədi           |
| 22 | Pir-Allahı               | 13 500          | miasto Baku, rejon Əzizbəyov          |
| 23 | Qovlar                   | 13 000          | rejon Tovuz                           |
| 24 | Badamdar                 | 11 500          | miasto Baku, rejon Səbail             |
| 25 | Balaxanı                 | 11 100          | miasto Baku, rejon Sabunçu            |
| 26 | Ələt                     | 10 800          | miasto Baku, rejon Qaradağ            |
| 27 | Zirə                     | 10 500          | miasto Baku, rejon Əzizbəyov          |
| 28 | Saray                    | 10 400          | rejon Abşeron                         |